# Konrad Marc-Wogau
Konrad Marc-Wogau (* 4. April 1902 in Moskau; † 27. Oktober 1991 in Uppsala) war ein schwedischer Philosoph.

## Biografie
Konrad Marc-Wogau war ein Sohn des Kaufmannes Hugo Marc und dessen Ehefrau Else Marc, geb. von Wogau. Er war ein Schüler von Axel Hägerström und  Adolf Phalén (1884–1931) und wurde im Jahr 1932 an der Philosophischen Fakultät der Universität Uppsala mit der Dissertation Untersuchungen zur Raumlehre Kants promoviert.
Marc-Wogau hatte von 1946 bis 1968 den Lehrstuhl für Theoretische Philosophie an der Universität Uppsala inne. In den Jahren danach wurde er stärker von der Analytischen Philosophie aus Cambridge beeinflusst –, namentlich von George Edward Moore, Bertrand Russell, William Ernest Johnson und C. D. Broad.
Er war zunächst Mitherausgeber und ab 1936 Herausgeber von Theoria. A Swedish Journal of Philosophy and Psychology. Die Zeitschrift wurde 1935 gegründet, und sie umfasste im Titel bis 1965 auch das Fachgebiet der  Psychologie. Der Chefredakteur von Theoria war Åke Petzäll.
In den Jahren von 1923 bis 1929 war unter dem Titel Philosophie der symbolischen Formen ein Hauptwerk des Philosophens Ernst Cassirer erschienen. Zu dem Hauptwerk hatte Konrad Marc-Wogau in der Zeitschrift Theoria kritische Positionen bezogen. Beispielsweise erhebt Marc-Wogau zu den dargestellten variablen Sichtweisen einer Wahrnehmung den grundsätzlichen Vorwurf, Cassirer falle in den Sensualismus zurück. Cassirer stellte sich der Kritik mit eigenen Beiträgen in derselben Zeitschrift. Der Autor Andreas Graeser kommt in einer Würdigung der Debatte zum Symbolbegriff zu dem Ergebnis, dass Cassirer unter dem Eindruck der Kritik von Marc-Wogau sodann zusätzliche phänomenologische Sachverhalte und empirische Befunde geltend gemacht habe. Graeser schreibt außerdem zu dieser Debatte, Marc-Wogau habe in seiner Kritik Cassirer so hart bedrängt, dass Cassirer einen Ausweg aus dieser Situation in einer dialektischen Interpretation der diskutierten Begriffe Stoff und Form versuchen musste.

## Schriften (Auswahl)

### Monografien
- Untersuchungen zur Raumlehre Kants. Inauguraldissertation. Gleerupska Universitets–Bokhandeln, Lund 1932
- Inhalt und Umfang des Begriffs. Beitrag zur Theorie des Begriffs. Almquist och Wiksells boktryckeri, Uppsala/Otto Harrassowitz, Leipzig 1936 (Skrifter utgivna av K. Humanistika Vetenskaps-Samfundet i Uppsala, Band 30, Nr. 2).
- Vier Studien zu Kants Kritik der Urteilskraft. Uppsala universitets årsskrift. Band 2, Uppsala/Otto Harrassowitz, Leipzig 1938.
- Kritiska studier i socialfilosofi och etik. Appelberg, Uppsala 1939.
- Die Theorie der Sinnesdaten. Probleme der neueren Erkenntnistheorie in England. (= Uppsala Universitets Årsskrift 1945:2). A.-B. Lundequistska Bokhandeln, Uppsala 1945 u. Otto Harrossowitz Verlag, Leipzig 1945.
- Logik för nybörjare: Lärobok för gymnasiet och sälvstudier. Rabén & Sjögren, 1959.
- Modern logik: elementær lærobok. Liber, 1961.
- Filosofisk uppslagsbok. Liber, 1963.
- Philosophical Essays. History of Philosophy, Perception, Historical Explanation. Library of 'Theoria', Band 11, C.W.K. Gleerup und Munsksgaard, Lund und Copenhagen 1967.
- Freuds psykoanalys: Presentation och kritik. Bonnier 1967
- Filosofiska diskussioner. Liber, 1967.
- Logik, Vetenskapsteori, Argumentationsanalys. Liber, Tema/Stockholm 1968
- Studier till Axel Hägerströms filosofi. Bokförlaget Prisma, Falköping 1968.
- Filosofisk leksikon. Fabritius 1969
- zusammen mit Rudolf Johannesson: Filosofi för gymnasiet. Ubildningsförlaget, 1971

### Aufsätze
- Über die Begriffe "bindende kraft des Rechts", "Rechtspflicht", und "subjektives Recht". In: Theoria, Band 6 (1940), S. 232–237.
- Zum Begriff des subjektiven Rechts. In: Theoria 1941
- Kants Lehre vom analytischen Urteil. In: Theoria, Band 17 (1951), S. 140–157.
- Om Protagoras' Homomensura Sats i Platons Teaitetos. In: Kungl. Humanistika Vetenskaps-Samfundet i Uppsala Arsbok. Uppsala 1952, S. 207–228.
- Der Zweifel Descartes und das cogito ergo sum. In: Theoria, Band 20 (1954), S. 128–152.
- Berkeley's Sensationalism and the esse est percipi Principle. In: Theoria, Band 23 (1957), S. 12–36
- The Argument from Illusion and Berkeley's Idealism. In: Theoria, Band 24 (1958), S. 94–106.
- On Historical Explanation. In: Theoria, Band 28 (1962), S. 213–233.
- Gilbert Ryle on Sensation. In: Philosophical Essays Dedicated to Gunnar Aspekin. C.W.K. Gleerup Bokförlag, Lund 1963.
- Aristotle's Theory of Corrective Justice and Reciprocity. In: Philosophical Essays. History of Philosophy, Perception, Historical Explanation. Library of 'Theoria', Band 11, C.W.K. Gleerup und Munsksgaard, Lund und Copenhagen 1967.

### Debatte zum Symbolbegriff
- Der Symbolbegriff in der Philosophie Ernst Cassirers. In: Theoria, Band 2 (1936), S. 279–332.
- Gegenbemerkungen. Bemerkungen zu der Besprechung Ernst Cassirers in Theoria, Jahrg. II, H. 2, S. 207ff. In: Theoria, Band 2 (1936), S. 335–342.
- Ernst Cassirer: Inhalt und Umfang des Begriffs. Bemerkungen zu Konrad Marc-Wogau: Inhalt und Umfang des Begriffs. In: Theoria (1936), Heft 2, S. 207–232.
- Ernst Cassirer: Zur Logik des Symbolbegriffs. In: Theoria, Band 4 (1938), S. 145–175.
- Ernst Cassirer: Was ist Subjektivismus?. In: Theoria, Band 5 (1939). S. 111–140.

### Debatte zu Sinnesdaten
- Bemerkungen zum Begriff "Sinnesdatum" in der Diskussion der letzten Jahre. In: Theoria, Band 16 (1950), S. 63–74.
- Bemerkung zum Ausdruck "Existiert". Antwort auf eine Bemerkung von Justus Hartnack. In: Theoria, Band 16 (1950), S. 249–250.
- Justus Hartnack: A Note on Existence. Remarks on Professor Konrad Marc-Wogau's Bemerkungen zum Begriff "Sinnesdatum" in der Diskussion der letzten Jahre. Theoria, Band 16, (1950), S. 247–248.
- Die Theorie der Veränderung bei C. D. Broad. In: Theoria, Band 9 (1943).
- C. D. Broad: Professor Marc-Wogau's Theorie der Sinnesdata. In: Mind, LVI (56), Nr. 221 (1947), S. 1–30 und Nr. 222 (1947), S. 97–131.
- On C.D. Broad's Theory of Sensa. In: Paul Arthur Schlipp (Hrsg.): The Philosophy of C. D. Broad. Tudor Publishing, New York 1959, S. 487–509.

### Aufsätze zu Axel Hägerström
- Axel Hägerströms verklihetstheori. In: Tiden, 1940, S. 286–299, 360–366.
- Axel Hägerström och kritiken av subjektivismen. In:  Harald Nordensson 60 år. Stockholm 1946.
- Känsla och värde enligt Axel Hägerström och Hans Larsson. In:  Ord en bild, Band 55, 1946, S. 245–260.
- Axel Hägerström's Ontology. In: R.E. Olson, A.M. Parel (Hrsg.): Contemporary Philosophy in Scandinavia. Johns Hopkins University Press, Baltimore 1972, S. 479–490.
- Die Ontologie Hägerströms. In: R. Haller (Hrsg.): Jenseits von Sein und Nichtsein. Beiträge zur Meinong-Forschung. Akademische Druck- und Verlagsanstalt, Graz 1972, S. 47–54.